# Agence de presse senegalaise
Die Agence de Presse Sénégalaise (APS) ist eine staatliche Nachrichtenagentur in Senegal. APS wurde 1959 gegründet und ist laut der Internationalen Organisation der Frankophonie die meistgenutzte Nachrichtenquelle im französischsprachigen Westafrika (Stand 2011).